# Francisco Javier Castro Peña
Francisco Javier Castro Peña (geboren am 10. September 1996 in Terrassa) ist ein spanischer Handballspieler, der auf der Spielposition Rückraum Mitte eingesetzt wird.

## Vereinskarriere
Francisco Javier Castro Peña spielte bis 2017 beim FC Barcelona, wo er vor allem in der zweiten Mannschaft eingesetzt wurde. In den Spielzeiten 2012/13 und 2016/17 kam er zu je einem Einsatz in der ersten Mannschaft, die in beiden Spielzeiten spanischer Meister wurde. Von 2017 bis 2019 stand er bei Rebi Balonmano Cuenca unter Vertrag und von 2019 bis 2022 bei Unicaja Banco Sinfín. Ab dem Jahr 2022 war er bei Helvetia Anaitasuna aktiv. Nach der Saison 2022/2023 in der Liga Asobal wechselte er in die Türkei zu Beşiktaş Istanbul.

## Auswahlmannschaften
Sein erstes Spiel für Spanien absolvierte er am 5. November 2011 mit der promesas selección gegen die Auswahl Portugals.
Castro spielte als Jugendnationalspieler Spaniens bei der U-18-Europameisterschaft in Polen (2014) und der U-19-Weltmeisterschaft in Russland (2015). Er stand von 2013 bis 2015 in 36 Spielen auf dem Feld und warf dabei 76 Tore.
Als Juniorennationalspieler Spaniens nahm er an der U-20-Europameisterschaft in Dänemark (2016) teil, bei der er mit dem Team Europameister wurde, und an der U-21-Weltmeisterschaft in Algerien (2017), bei der die Spanier Weltmeister wurden. Er stand von Januar 2016 bis Juli 2017 in 32 Spielen im Aufgebot der spanischen Junioren und erzielte dabei 77 Tore.